# Gentilés de France Q
Pour un article plus général, voir Gentilés de France.
Gentilés des communes françaises par ordre alphabétique
- A
- B
- C
- D
- E
- F
- G
- H
- I
- J
- K
- L
- M
- N
- O
- P
- Q
- R
- S
- T
- U
- V
- W
- X
- Y
- Z

- La Queue-en-Brie : Caudacien
- Quéant :  Quéantois
- Quimper : Quimpérois
- Quimperlé : Quimperlois
- Quincy-sous-Sénart : Quincéens

## Pour approfondir